# Sognando Napoli vol.2
Sognando Napoli vol.2 è il settimo album del cantante siciliano Gianni Celeste, cantato in lingua napoletana, pubblicato nel 1989. È il secondo volume dell'album Sognando Napoli del 1988.

## Tracce
1. Serenata ammartenata
2. Catena
3. T'è piaciuto
4. 'O bar 'e ll'università
5. Surriento d' 'e nnammurate
6. Tarantelluccia
7. Chisà addò staie
8. 'O ritratto 'e Nanninella
9. 'A Luciana
10. Pienzece buono